# Ulica Nakielska w Bydgoszczy
Ulica Nakielska – ważna pod względem komunikacyjnym ulica w Bydgoszczy. Łączy zachodnie osiedla z centrum miasta oraz (razem z ul. Łochowską) jest drogą wylotową w kierunku Nakła. W dwudziestoleciu międzywojennym była drugą pod względem długości ulicą w Bydgoszczy, licząc łącznie 4,16 km.

## Przebieg
Ulica rozciąga się na kierunku wschód-zachód, od Ronda Grunwaldzkiego po skrzyżowanie z ul. Lisią i Łochowską w pobliżu zachodnich granic Bydgoszczy. Jej długość wynosi około 5,4 km. Ulica stanowi jedną z głównych arterii komunikacyjnych i tras wylotowych z Bydgoszczy łącząc centrum z zachodnimi osiedlami miasta położonymi po południowej stronie Kanału Bydgoskiego. W kierunku zachodnim ulica przebiega przez następujące jednostki urbanistyczne: Wilczak, Jary, Miedzyń, Prądy. Droga w całym swym przebiegu wiedzie u podnóża Zbocza Bydgoskiego oddalona o kilkaset metrów od Kanału Bydgoskiego.

## Historia
Ulica Nakielska stanowi stary trakt łączący Bydgoszcz z Nakłem nad Notecią i osadami położonymi na zachód od miasta po południowej stronie doliny bydgosko-nakielskiej. Mapa okolic Bydgoszczy z 1796-1802 r. (mapa Schroettera wykonana na podstawie pomiarów geodezyjnych) przedstawia drogę pokrywająca się w przybliżeniu z dzisiejszym śladem ulicy, przebiegająca przez terytoria folwarków: Wilczak Wielki, Miedzyń oraz w pobliżu „kolonii Prondy”. Dalej droga wiodła przez Łochowo, Gorzeń i most na 9. śluzie Kanału Bydgoskiego do Nakła.
Plan Bydgoszczy i okolic z 1857 r. przedstawia drogę rozpoczynającą się skrzyżowaniem z ul. Świętej Trójcy tuż przy moście na Kanale Bydgoskim. W rejonie IV śluzy zbiegały się z ul. Nakielską: ul. Wrocławska (z Okola), ul. Dolina (z pl. Poznańskiego) oraz ul. Ułańska (z Wilczaka). Dalej droga prowadziła w kierunku zachodnim między zboczem bydgoskiej pradoliny, a parkiem otaczającym Kanał Bydgoski. Przed Prądami droga rozwidlała się zgodnie z obecnym biegiem ulic Lisiej i Łochowskiej. W 1872 r. nad ulicą wybudowano wiadukt linii kolejowej do Inowrocławia (w 1897 r. przeprowadzono nim także linię do Żnina, posiadającą od 1908 odgałęzienie z Szubina do Poznania).
Początkowo tylko wschodni skrawek ulicy w dzisiejszym przebiegu pozostawał w granicach administracyjnych miasta Bydgoszczy – do ul. Miedza przy III śluzie. Po włączeniu w 1920 r. przedmieść Wilczak i Miedzyń, ulica w przebiegu „miejskim” sięgała do ul. Tczewskiej. W granicach administracyjnych Bydgoszczy na całej długości znalazła się po włączeniu do miasta przedmieścia Prądy w 1954 roku. Pod koniec XIX w. ulica była wybrukowana, a na wschodnim odcinku otoczona pierzejami kamienic.
Pierwsze prace modernizacyjne ulicy po II wojnie światowej podjęto dopiero w latach 60. XX w. Nawierzchnię bitumiczną otrzymał wówczas odcinek od wiaduktu kolejowego do granic miasta. W 1973 r. wybudowano łącznicę ulicy z rondem Grunwaldzkim, powstałym na zasypanym fragmencie starego Kanału Bydgoskiego (rondo położone jest na wschód od zasypanej śluzy III). Ulicę na odcinku położonym na wschód od kościoła Miłosierdzia Bożego poszerzono, zastępując zarazem bruk z kamienia polnego nawierzchnią bitumiczną. Od 1973 r. ulica rozpoczynała się zatem na rondzie Grunwaldzkim zamiast na skrzyżowaniu z ul. św. Trójcy. Drogą tranzytową wyprowadzająca ruch w kierunku Szczecina ustanowiono ul. Grunwaldzką, zaś ul. Nakielska zachowała charakter drogi zbiorczej, kanalizującej ruch z zachodnich osiedli i przedmieść Bydgoszczy. W latach 60. i 70. w związku z rozwojem budownictwa mieszkaniowego na Jarach, Miedzyniu i Prądach, ulica zyskała nowe połączenia z drogami lokalnymi w tym rejonie.
Wśród inwestycji zrealizowanych po 1990 r. łączących się z ul. Nakielską można wymienić m.in. wymianę torowisk tramwajowych (na tzw. ciche torowisko) we wschodniej części ulicy oraz budowę nowych sygnalizacji świetlnych. W perspektywicznych planach znajduje się generalna przebudowa ulicy, adekwatna do wzmagającego się ruchu pojazdów.
W październiku 2015, w związku z budową pierwszej stacji benzynowej na ul. Nakielskiej, kosztem 1,2 mln zł poszerzono niewielki fragment ulicy w rejonie ul. Plażowej.
W grudniu 2017 rozpisano przetarg na przebudowę skrzyżowania ulic Nakielskiej, Łochowskiej i Lisiej na rondo o średnicy 26 m. Prace rozpoczęły się w lipcu 2018 i zostały zakończone wiosną 2019, przy czym zasadnicza część prac została wykonana do jesieni 2018.
W 2017 przeprowadzono konsultacje społeczne dotyczące poszerzenia ulicy na odcinku od wiaduktu do ul. Łochowskiej o buspasy, mające mieć charakter pasów wewnętrznych (ruch indywidualny ma odbywać się pasami zewnętrznymi) i zintegrowane z przystankami wiedeńskimi (z wyniesioną powierzchnią na pasach ruchu indywidualnego). Piesi zmierzając do zatrzymującego się na środkowym pasie autobusu będą wkraczali na jezdnie spod wiat, w które zaopatrzone zostaną przystanki. Przebudowane zostaną również skrzyżowania z ul. Bronikowskiego, Widok, Pijarów i Wiśniową. Inwestycja ma zostać zrealizowana po zakończeniu rozbudowy ulicy Grunwaldzkiej i pochłonąć 40-45 mln zł. Prace miały się zacząć wiosną 2020 roku, jednak ze względu na trudności budżetowe miasta zostały przełożone na późniejszy termin.
Na wniosek mieszkańców prace projektowe objęły też odcinek od wiaduktu do ul. Nasypowej (660 m). Skrzyżowanie z tą ulicą zostanie poszerzone do 5 pasów, po południowej stronie powstanie ścieżka rowerowa. Nad ulicą przewiduje się powstanie przystanku kolejowego Bydgoszcz Wilczak, niewykluczone jest przeniesienie pętli tramwajowej na stronę Miedzynia.
W 2021 przystąpiono do projektowania przebudowy pozostałego odcinka ul. Nakielskiej, przewiduje się powstanie na tym odcinku przystanków wiedeńskich, a w zależności od przyjętej koncepcji - także obustronnych dróg rowerowych.
We wrześniu 2022 ulicy nadano status drogi wojewódzkiej.

### Nazwy
Ulica w przekroju historycznym posiadała następujące nazwy:
- przed 1920 – Nakelerstraße (poza miastem Chaussee nach Nakel)
- 1920–1939 – Nakielska
- 1939–1945 – Ludendorffstraße
- od 1945 – Nakielska

## Komunikacja

### Ruch tramwajowy
Torowisko tramwajowe na ulicy Nakielskiej zostało wybudowane w 1901 r., kiedy wydłużono w kierunku zachodnim trzecią w kolejności linię tramwaju elektrycznego (linia „C” biała, uruchomiona w 1900 r. z pl. Teatralnego na Bartodzieje). Tory tramwajowe położono od placu Teatralnego do skrzyżowania ul. Nakielskiej i Czerwonego Krzyża. W 1948 r. zmieniono oznaczenie linii tramwajowej na „3”. W 1950 roku przedłużono tory do wiaduktu kolejowego, zaś w 1973 r. uruchomiono torowisko na nowym węźle Grunwaldzkim. Po zamknięciu ruchu tramwajowego na ul. Grunwaldzkiej ulicą Nakielską zaczęła kursować również szczytowa linia nr 5 do Stomilu. Po zawieszeniu ruchu na ul. Dworcowej w 1990, na Wilczak skierowano również linię 2 z ul. Karpackiej, zastąpioną po kilku tygodniach linią 8 z Kapuścisk. Linię 5 wycofano z Wilczaka w 1991, a układ dwóch kursujących ul. Nakielską linii (nr 3 i 8) utrzymał się do 24 listopada 2012, kiedy to linię nr 3 skierowano na nową trasę do Dworca Głównego, a w zamian uruchomiono linię nr 1. Od stycznia 2016 na ul. Nakielską powróciła linia 3 w relacji wydłużonej aż do nowego Fordonu, natomiast wycofano z niej linie 8 na Kapuściska.
Aż do 7 września 1991 ulicą kursował tramwaj nocny linii 3N z Bydgoszczy Wschód. Od tamtej pory komunikację nocną zapewniają autobusy (pierwotnie linii 34N z Wyścigowej, następnie z Dworca Głównego, a po likwidacji tej linii autobusy 35N (do 2016) i potem 36N z centrum miasta).

### Ruch autobusowy
W roku 1956 uruchomiono wzdłuż ulicy linię autobusową nr 6, którą w 1962 przemianowano na 56. Od tego czasu jest ona podstawową linią autobusową kursującą ulicą Nakielską. W różnych okresach uzupełniały ją pojazdy linii 56 bis, 101, 201 czy 34N. W czasie budowy wiaduktu linii kolejowej Bydgoszcz-Piła nad ul. Grunwaldzką ulicą Nakielską kursowały także linie 51, 58 i 60. Do 2016 komunikacja nocna obsługiwana była przez linię 35N kursującą w układzie okrężnym, natomiast obecnie obsługę zapewnia linia 36N z pętlą przy ul. Lisiej. Również od roku 2016 wzdłuż ulicy Nakielskiej funkcjonuje linia 62, powstała z wyodrębnienia z linii 56 kursów wariantowych Garbary - Lisia/Belma. Ponadto od 2020 wzdłuż ulicy kursują autobusy linii 90 Garbary - Łochowice.

### Obciążenie ruchem drogowym
Ulica Nakielska należy do mocno obciążonych ruchem drogowym arterii komunikacyjnych w Bydgoszczy. Pomiar ruchu w 2006 r. wykazał, że w szczycie komunikacyjnym przejeżdża przezeń do 1100 pojazdów na godzinę. Najbardziej zatłoczonym odcinkiem jest fragment między rondem Grunwaldzkim a skrzyżowaniem z ul. Widok. Mniej intensywny ruch zanotowano na zachód od tej ulicy – do 600 pojazdów na godzinę.

## Zabudowa
Ulica Nakielska we wschodniej części przebiega przez Wilczak, który do 1920 r. był osiedlem podmiejskim o charakterze przemysłowym, jednak z rozwijającą się zabudową miejską. Pierwotna zabudowa powstawała na działkach dzierżawionych od właścicieli folwarku. Skromne parterowe domy od końca XIX w. zastępowały kamienice czynszowe, zbliżone wystrojem i formą do budowanych w Śródmieściu Bydgoszczy. W 1927 r. resztówkę folwarku rozparcelował Zarząd Główny Polskiego Czerwonego Krzyża (od 1921 r. właściciel). W miejscu siedziby folwarku w okresie międzywojennym powstało osiedle mieszkaniowe, a ulicę łączącą folwark z ul. Nakielską, noszącą wcześniej nazwę Jary, przemianowano na ul. Czerwonego Krzyża. Wśród zabudowań wzniesionych przy ul. Nakielskiej w okresie pruskim na uwagę zasługują m.in.: zbór ewangelicki, szkoła ewangelicka i katolicka, willa pod nr 47 (proj. Fritz Weidner), w której m.in. prowadzono ochronkę dla dzieci oraz zabudowania Fabryki Obrabiarek do Drewna z willą właściciela Carla Blumwe. W dwudziestoleciu międzywojennym między ulicą a Kanałem Bydgoskim wzniesiono stadion miejski im. Idziego Świtały z trybunami (1920-1927), na którym zajęcia sportowe prowadził m.in. Klub Sportowy „Gwiazda” (zał. 25 IV 1920). W 1956 r. na jego terenie urządzono największe w mieście kąpielisko. Na terenie 4 ha powstały m.in. odkryte baseny, brodziki dla dzieci, solarium, szatnie i punkty gastronomiczne. Użytkowania kąpieliska OSiR zaprzestano w latach 80. XX w., natomiast w sąsiedztwie w 2009 r. powstała pierwsza w mieście marina na Kanale Bydgoskim.
Po włączeniu w 1954 r. do Bydgoszczy przedmieścia Prądy rozpoczął się proces urbanizacji peryferyjnej części ulicy. W 1961 r. Miejska Rada Narodowa wydzieliła w zachodnich dzielnicach Bydgoszczy, m.in. na Miedzyniu i Jarach kilka tysięcy działek budowlanych przeznaczonych pod budownictwo indywidualne. W otoczeniu ul. Nakielskiej na zachód od ul. Czerwonego Krzyża powstały nowe kwartały zabudowy jednorodzinnej. Wzniesiono również nowe szkoły, placówki handlowe oraz kościoły (m.in. NMP z Góry Karmel 1980 i bł. Michała Kozala 1995).
12 października 1986 o godz. 14.30 na skutek nieostrożności przy produkcji w nielegalnej wytwórni materiałów pirotechnicznych zlokalizowanej w jednym z mieszkań budynku przy ul. Nakielskiej 27 nastąpił wybuch 2500 tzw. korków, w efekcie którego śmierć poniosły 3 osoby. Uszkodzony budynek rozebrano.
W 2017 w miejscu dawnego basenu otwarto centrum handlowe. W tym samym roku powstała plomba przy ul. Nakielskiej 37 oraz odnowiono elewację budynku pod nr 29. Rok później wyburzono parterowy budynek nr 46, w miejscu którego w 2019 rozpoczęła się budowa czteroklatkowego, sześciopiętrowego bloku. W l. 2020-2021 dokonano restauracji elewacji budynków pod nr 13, 15, 17, 19, 21 i 25.
W 2022 przy ul. Nakielskiej 190 powstał "Park Handlowy" - własność cukierni "Staropolska.

## Miejsca i obiekty
W otoczeniu ul. Nakielskiej znajdują się między innymi:
- Planty nad Kanałem Bydgoskim – liczący 47 ha, drugi co do wielkości i jeden ze starszych parków bydgoskich
- Centrum Handlowe „Rondo” – zbudowany w 1999 r. pierwszy hipermarket w Bydgoszczy
- Kościół Miłosierdzia Bożego w Bydgoszczy (1905) – neogotycki zbór ewangelicki, po 1945 r. świątynia katolicka;
- Park Hotel – hotel trzygwiazdkowy, położony koło śluzy IV Kanału Bydgoskiego
- Willa proj. Fritza Weidnera, zbudowana z inicjatywy Wilhema Blumwe z przeznaczeniem na przedszkole (1898) – Nakielska 47
- Fabryka Obrabiarek do Drewna – jedna z najstarszych, czynnych bydgoskich firm, przedsiębiorstwo produkujące od 1865 roku maszyny i urządzenia do obróbki i przerobu drewna
- Willa Carla Blumwe w Bydgoszczy – zabytkowy budynek poprzemysłowy, willa fabrykantów Carla i Wilhelma Blumwe w Bydgoszczy
- Klub Sportowy Gwiazda wraz z mariną Gwiazda na Kanale Bydgoskim
- Kościół bł. Michała Kozala Biskupa i Męczennika – kościół w budowie od 1995 r.
- Zespół Szkół nr 1 im. Bartłomieja z Bydgoszczy – Nakielska 11
- Zespół Szkół nr 23 – Nakielska 273
- Budynek nr 13 z końca XIX w., dawna gospoda i hotel; na elewacji frontowej zachowane sztukaterie, gzymsy oraz konsole pod linią dachu[34][39]
- Budynek nr 22 z 1902, wpisany do gminnej ewidencji zabytków, ze sfinansowanym przez samorząd województwa muralem przedstawiającym Jana Pawła II[40][41][42]
- Budynek nr 25 z około 1895, z bogato zdobioną fasadą (profilowane opaski na parterze, parapety, pilastry z głowicami w stylu jońskim na piętrze i gzymsy nadokienne oraz płyciny nad i podokienne; konsole pod gzymsem skrzynkowym; fryz kostkowy na wysokości piętra; płytkie boniowanie na parterze) i oryginalnymi drewnianymi dwuskrzydłowymi drzwiami wejściowymi; w niszy na wysokości I piętra pełnoplastyczna postać rzymskiej bogini Fortuny z rogiem obfitości[43][44]

## Galeria

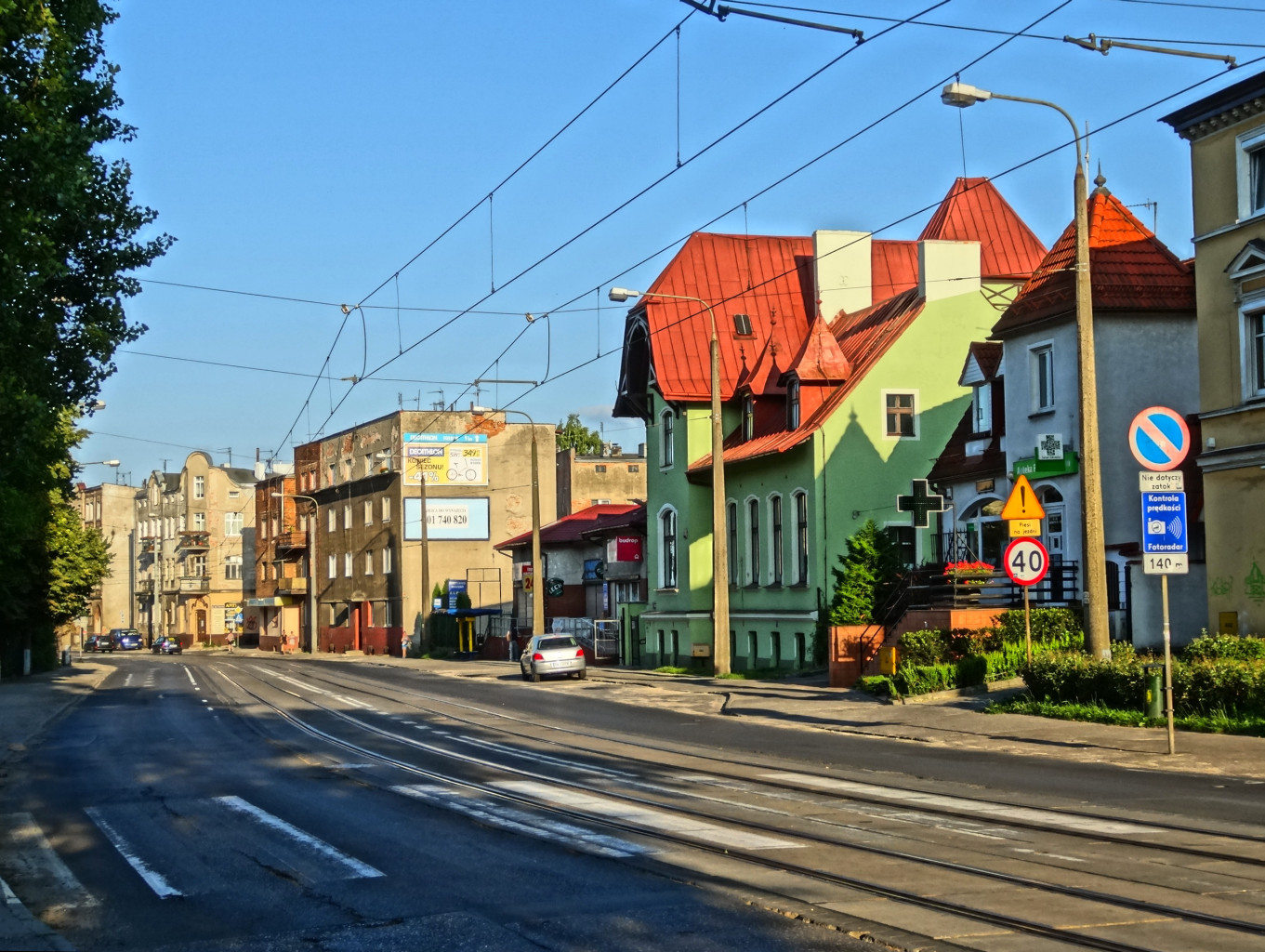
Ulica Nakielska
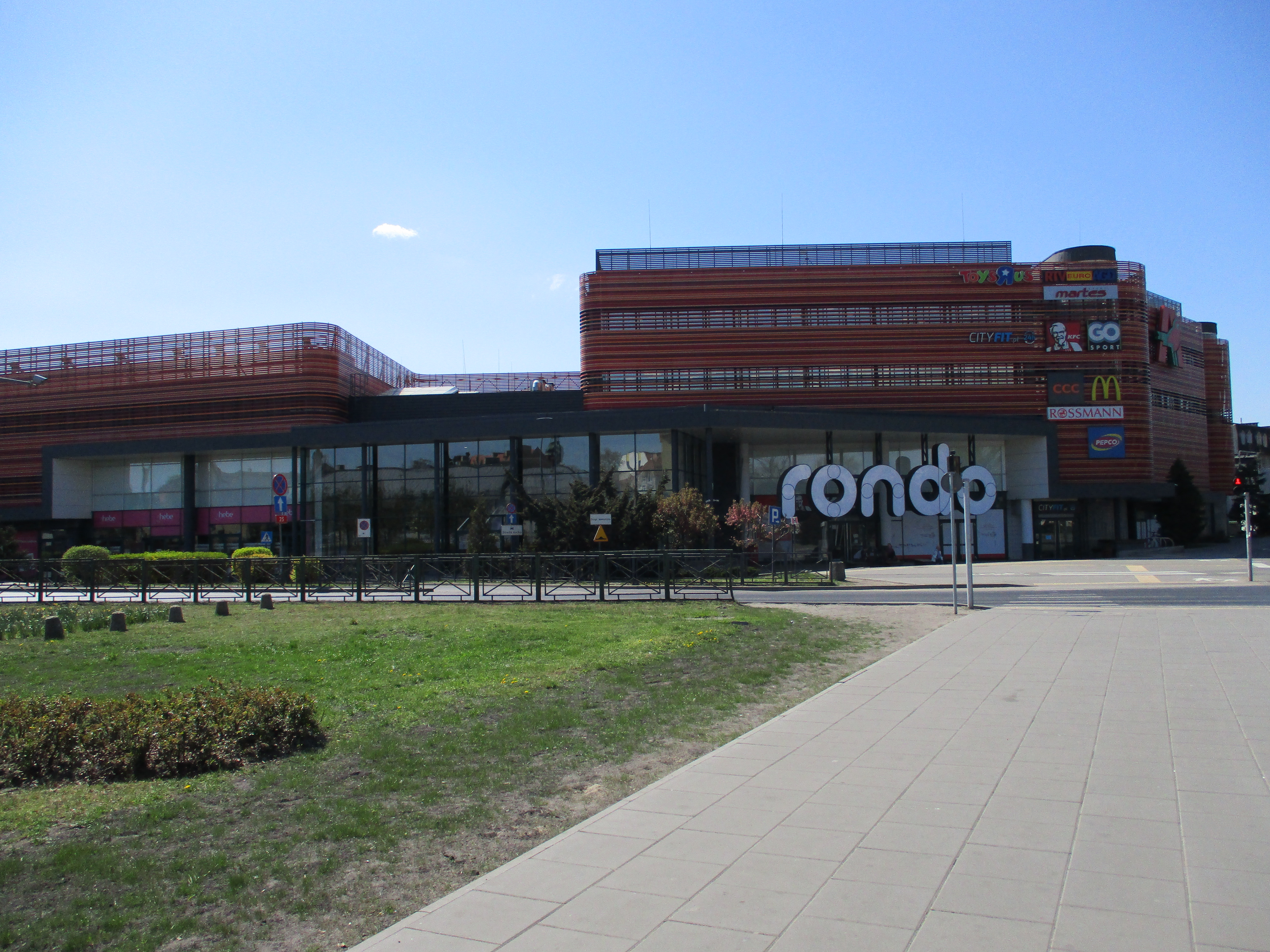
Centrum handlowe Rondo
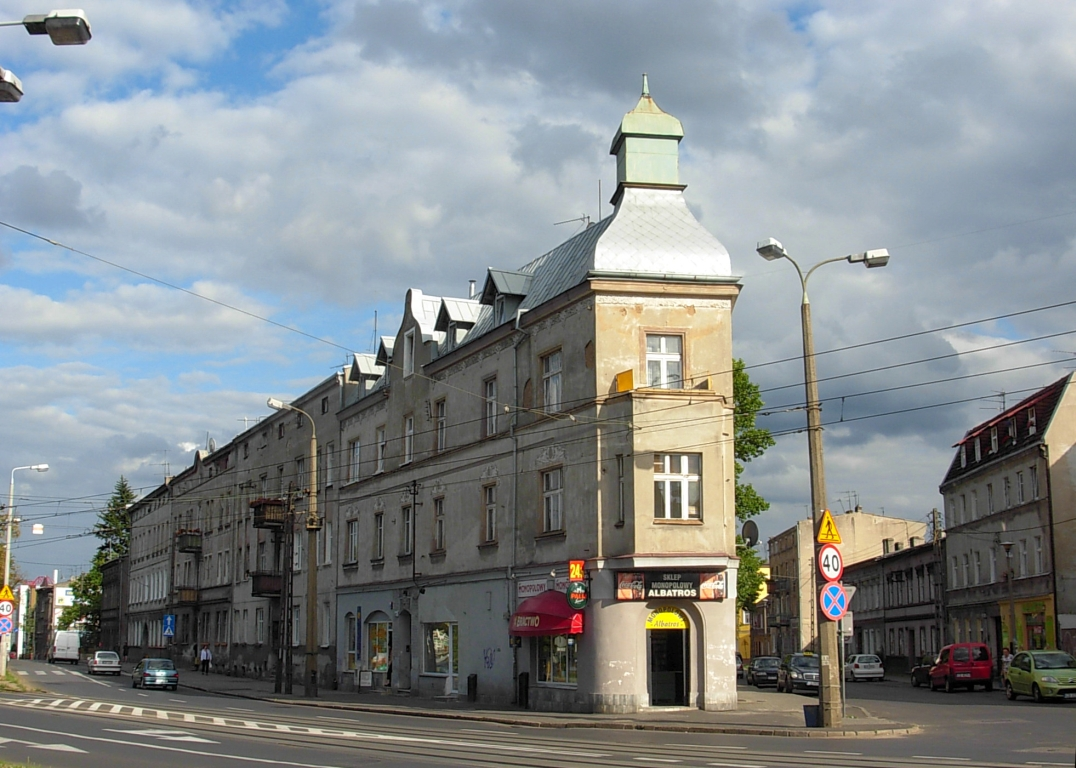
Skrzyżowanie z ul. Dolina
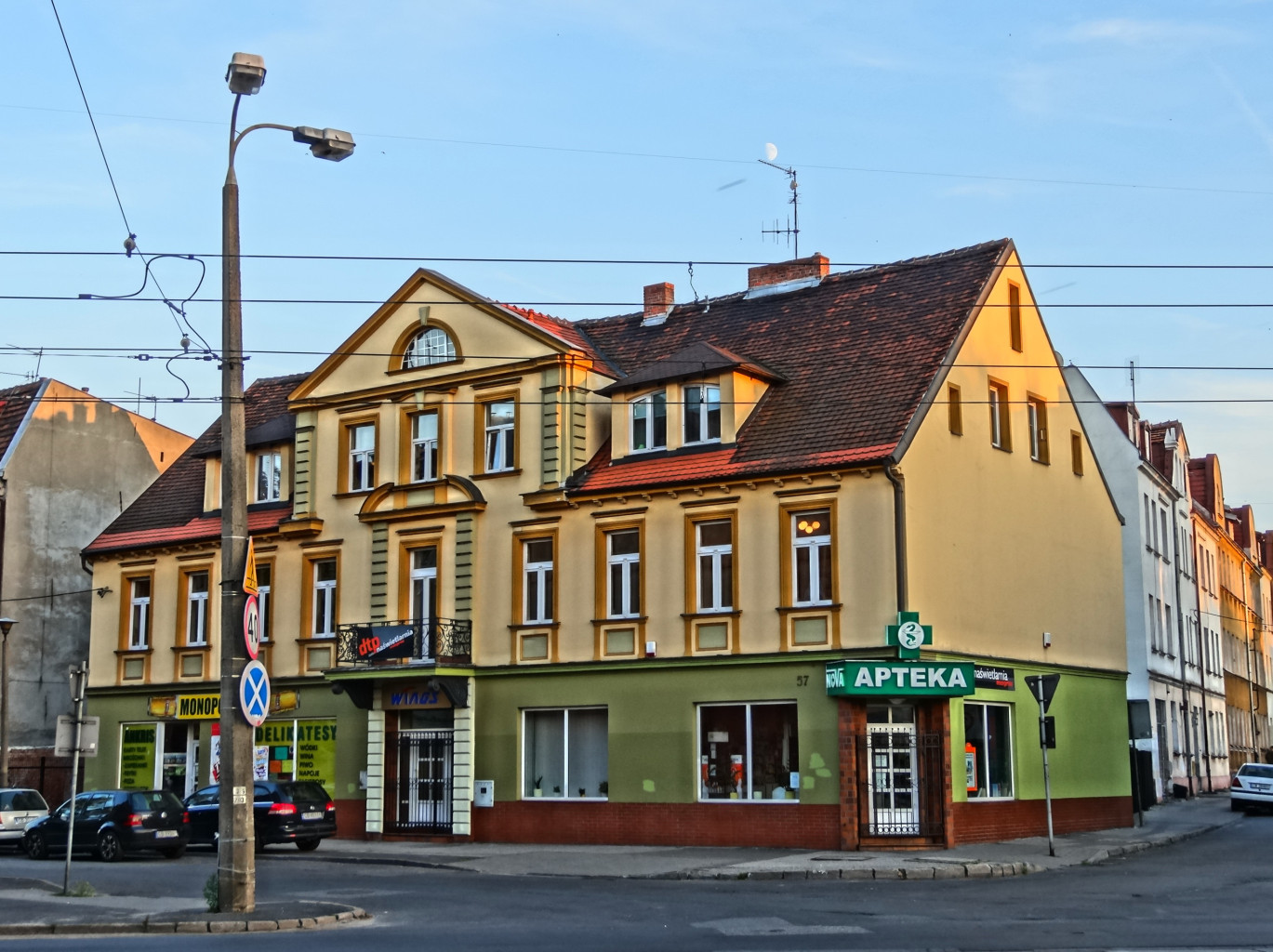
Dolina 57, róg Nakielskiej i Ułańskiej
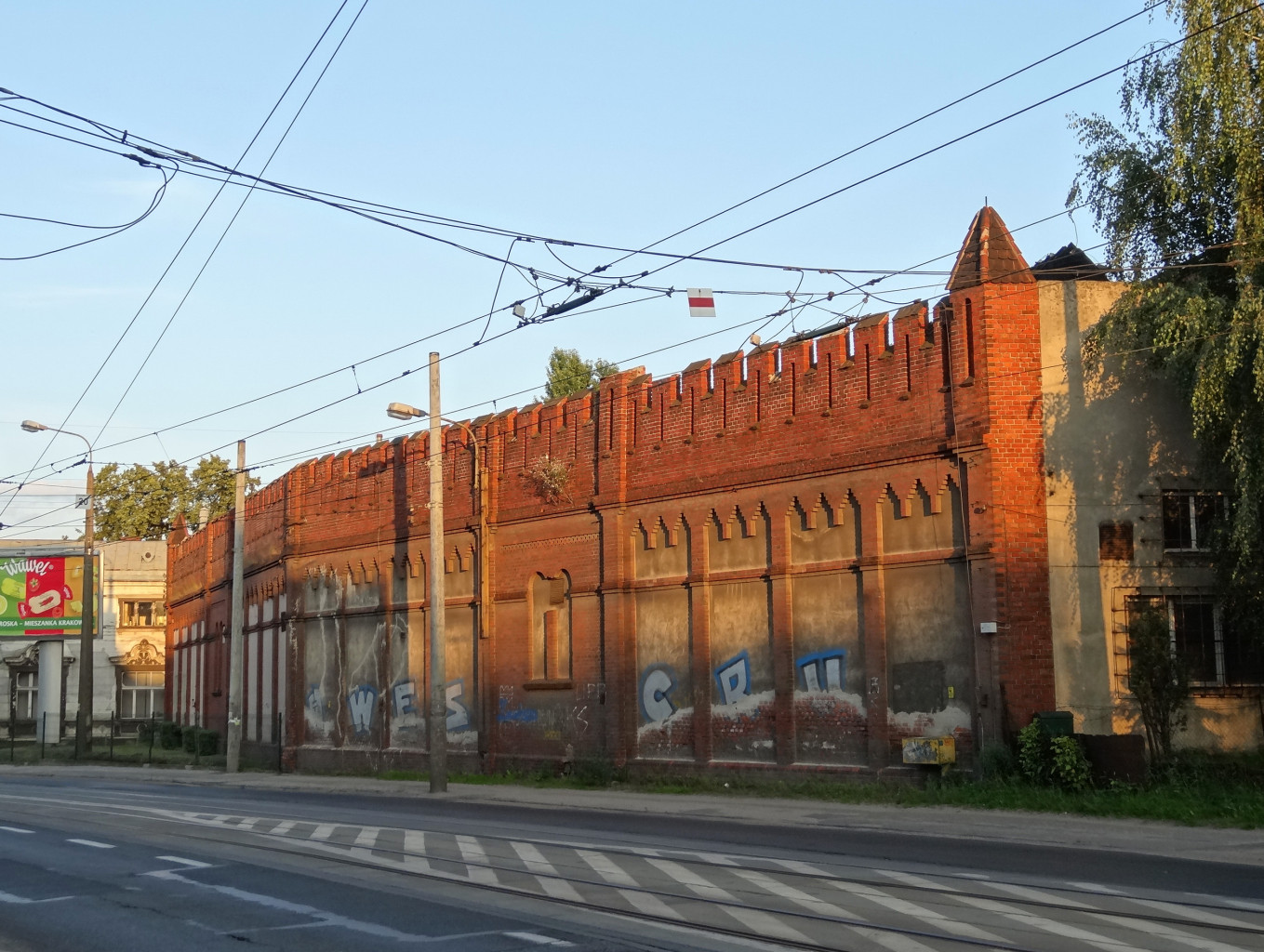
Fabryka Obrabiarek do Drewna
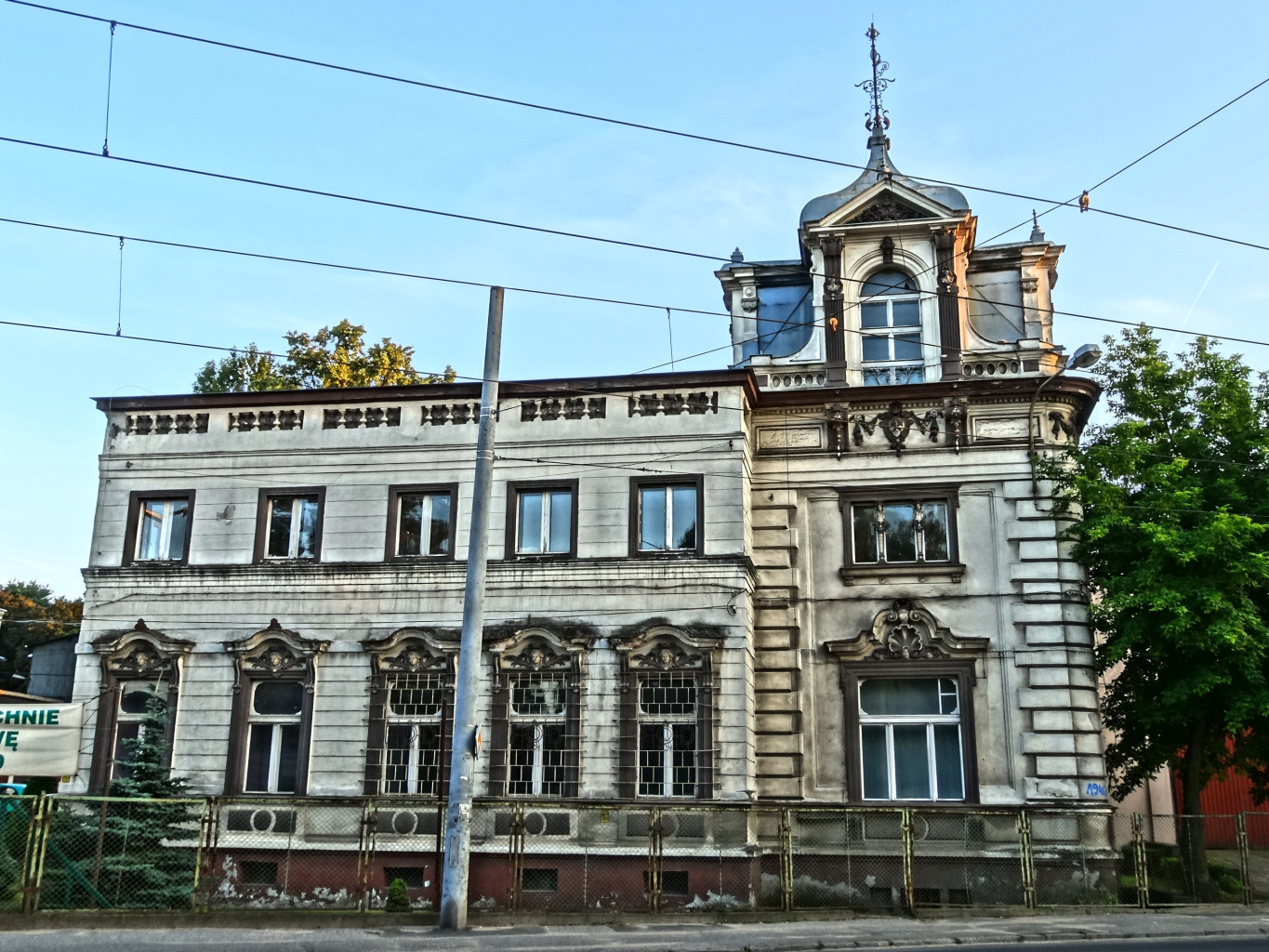
Willa fabrykanta Carla Blumwe
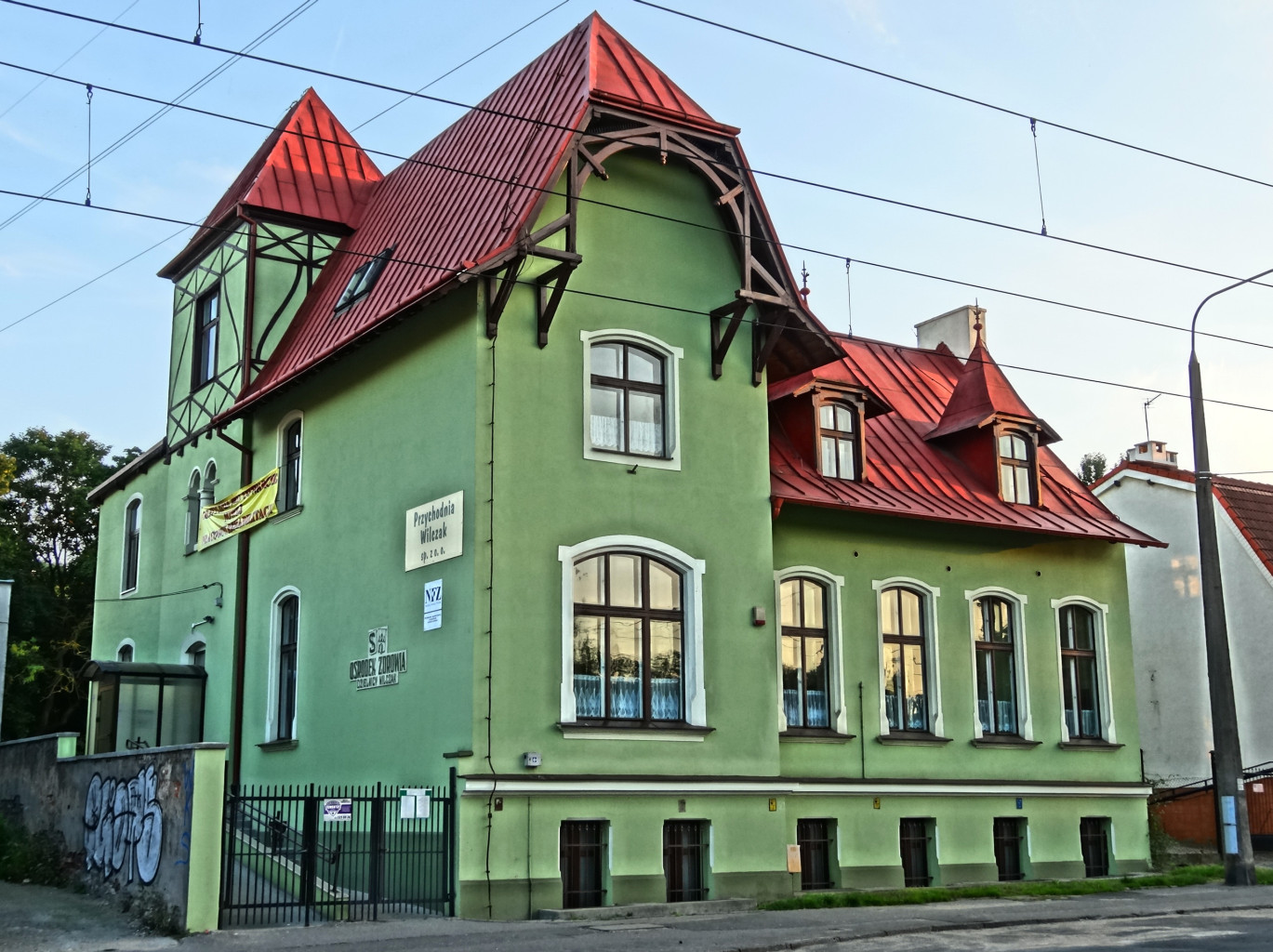
Willa Nakielska 47 (1898, proj. Fritz Weidner)
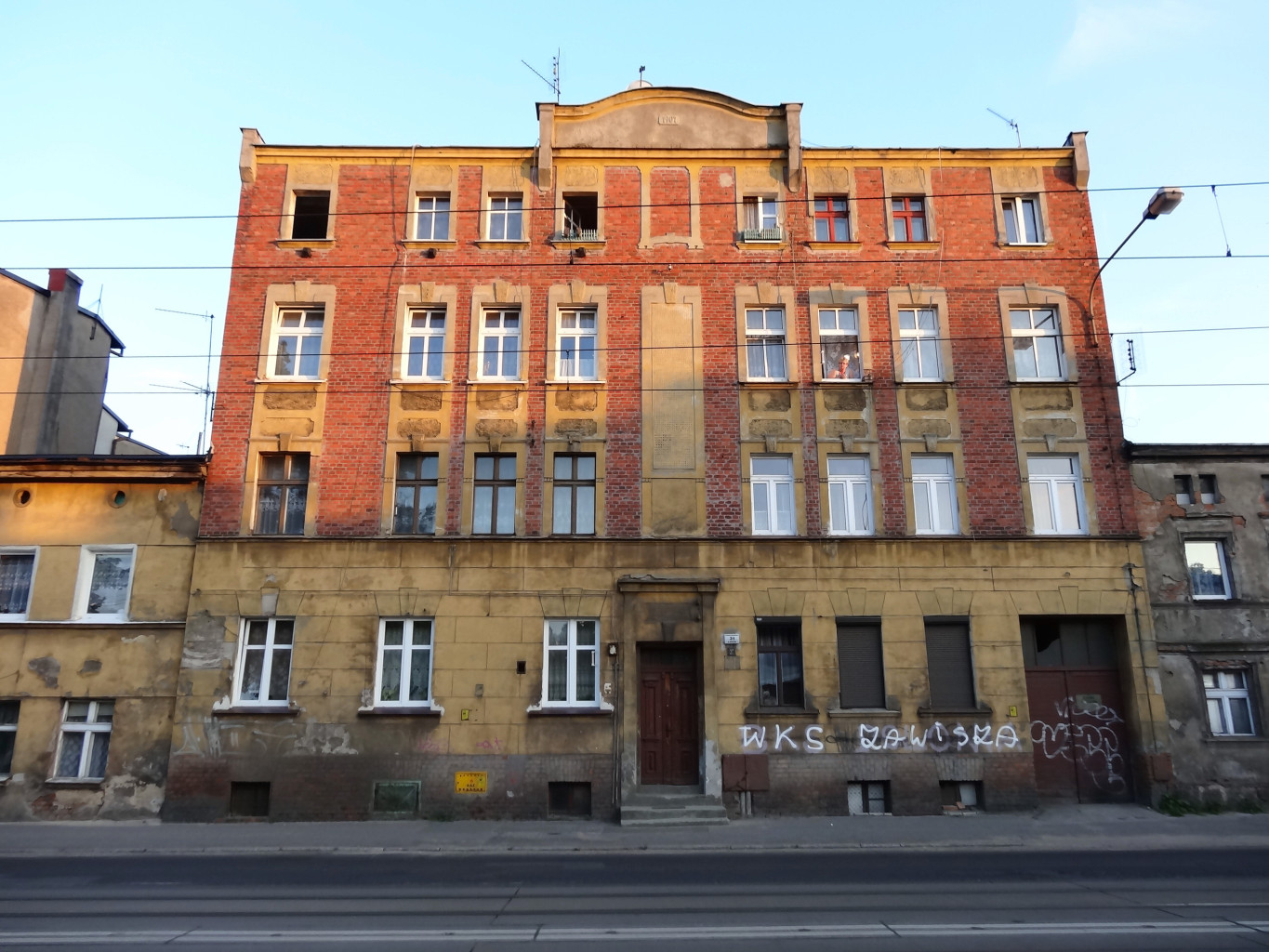
Nakielska 31 (1906-1907)
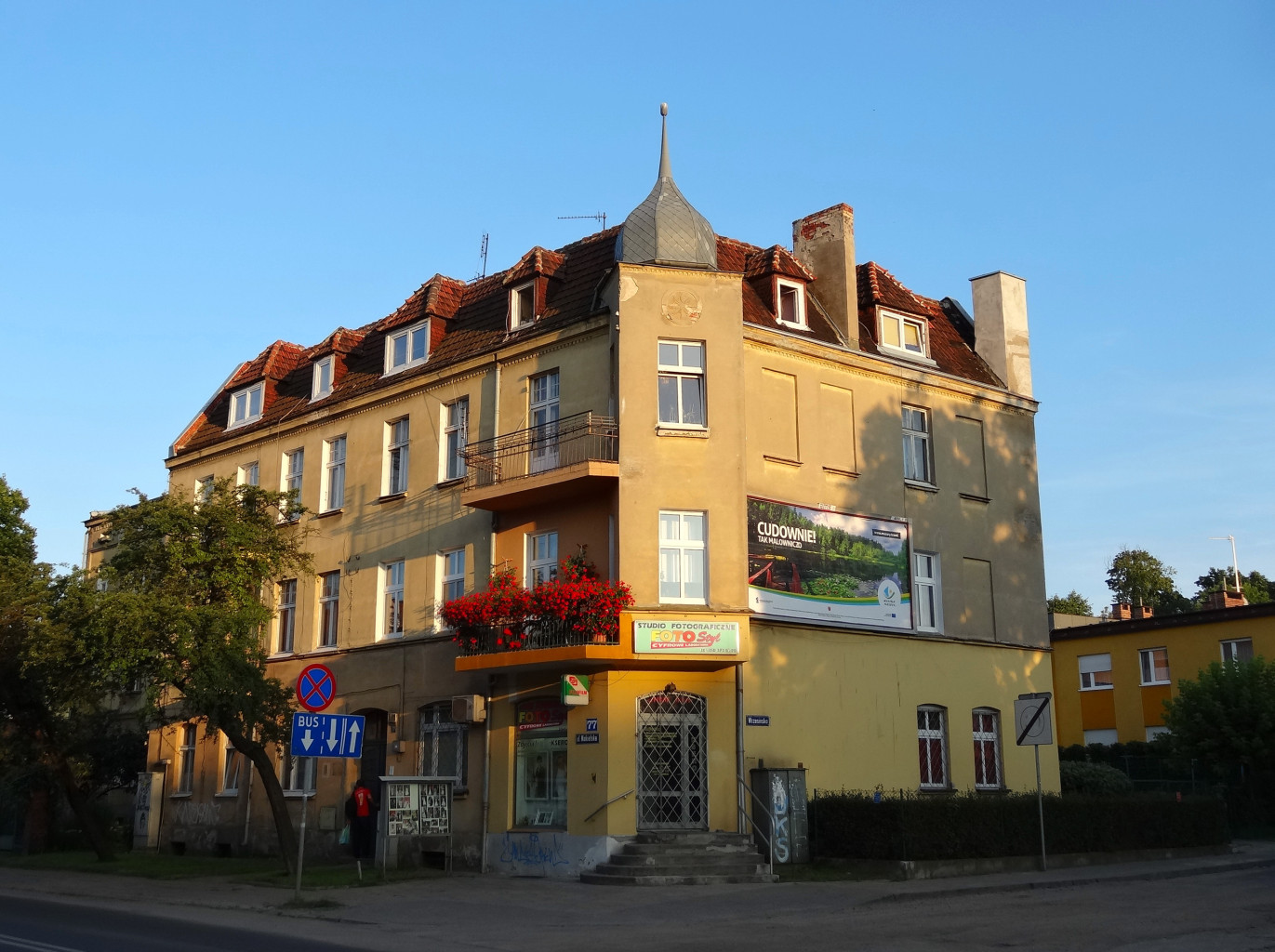
Nakielska 77 (1909-1910)
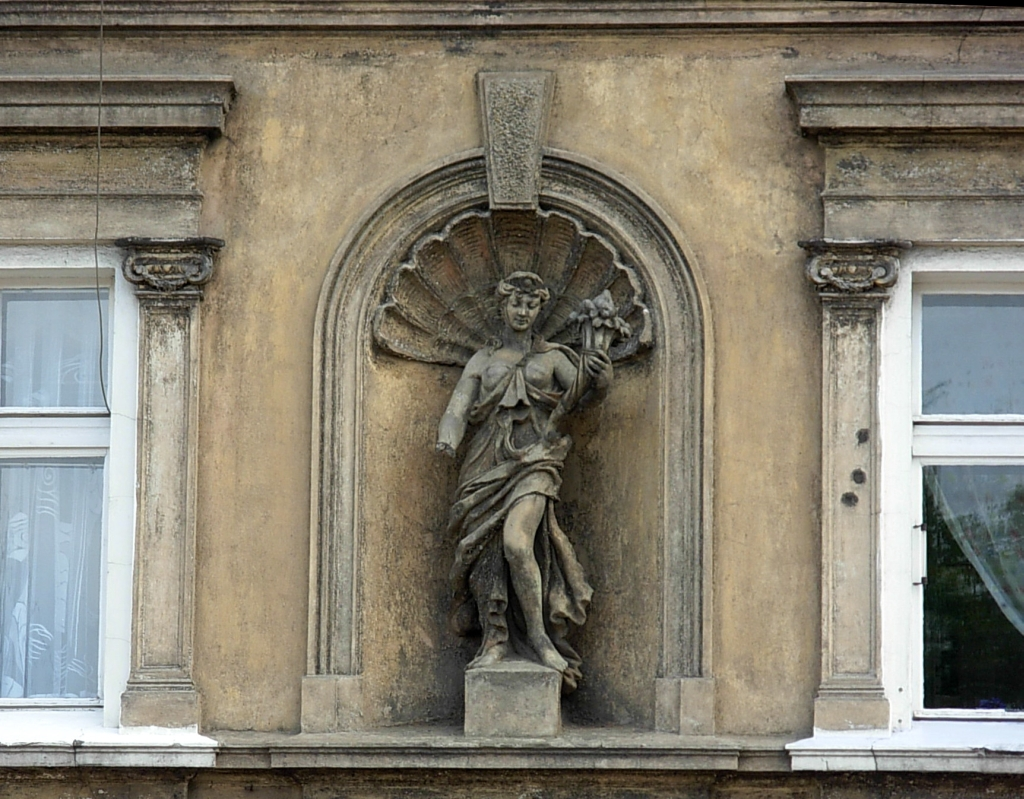
Detal jednej z kamienic
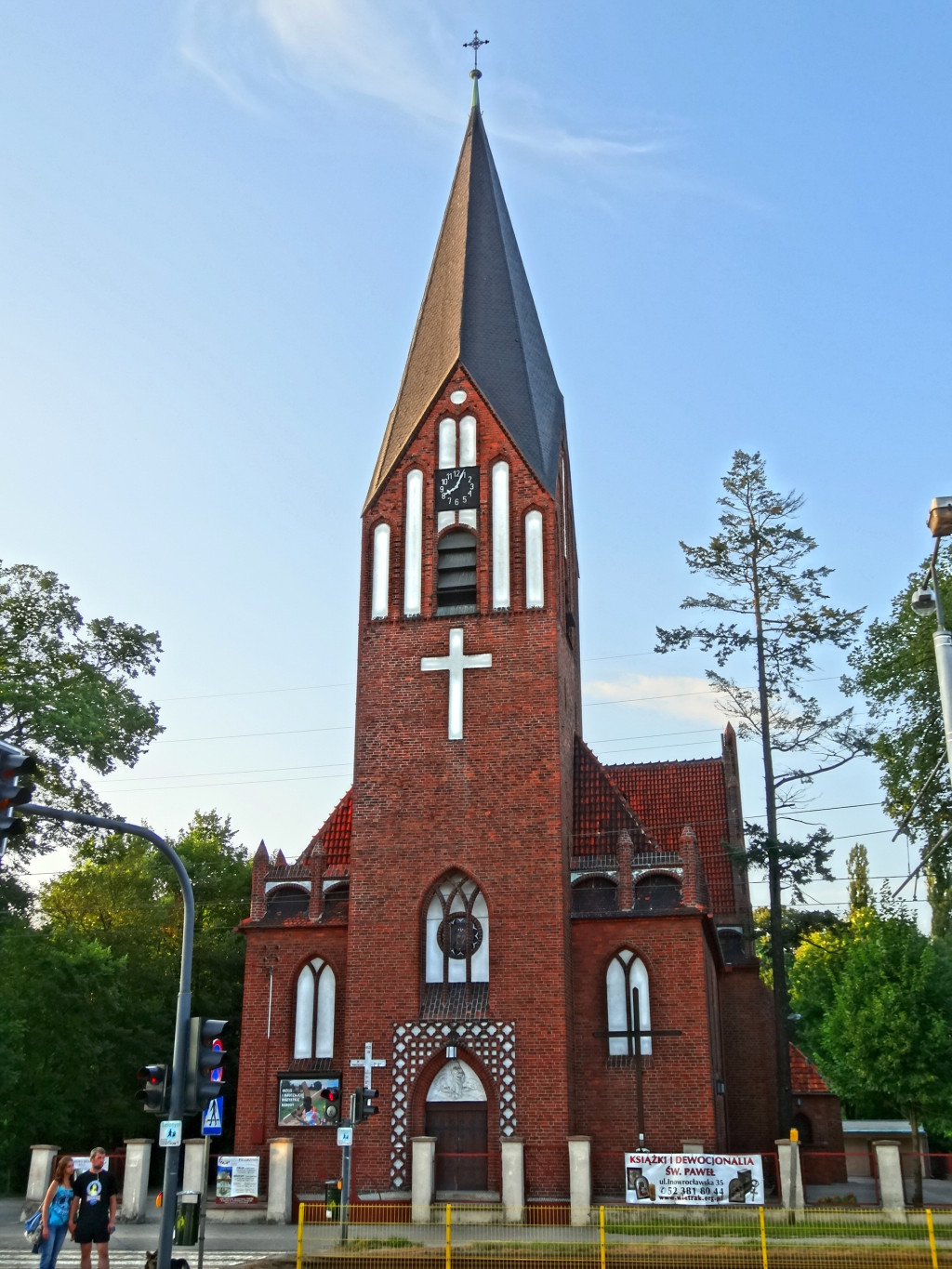
Kościół Miłosierdzia Bożego